# Штефан Чамбал
Штефан Чамбал (чеськ. Štefan Čambal, 17 грудня 1908, Братислава — 18 липня 1990, Прага) — чехословацький футболіст, що грав на позиції півзахисника. По завершенні ігрової кар'єри — тренер.
Виступав, зокрема, за клуби «Слован» та «Славія», а також національну збірну Чехословаччини.
Триразовий чемпіон Чехословаччини. Володар Кубка Чехії (як тренер).

## Клубна кар'єра
Народився 17 грудня 1908 року в місті Братислава. Вихованець юнацьких команд футбольних клубів «Донауштадт» та «Лігеті» СК.
У дорослому футболі дебютував 1927 року виступами за команду клубу «Братислава», в якій провів два сезони.
Протягом 1929—1930 років захищав кольори команди клубу «Тепліцер».
Своєю грою за останню команду привернув увагу представників тренерського штабу клубу «Славія», до складу якого приєднався 1931 року. Відіграв за празьку команду наступні п'ять сезонів своєї ігрової кар'єри. За цей час тричі здобував з командою звання чемпіона Чехословаччини.
Протягом 1937—1938 років захищав кольори команди клубу «Батя» (Злін).
Завершив професійну ігрову кар'єру у клубі «Жиденіце», за команду якого виступав протягом 1938—1939 років.

## Виступи за збірну
1932 року дебютував в офіційних матчах у складі національної збірної Чехословаччини. Протягом кар'єри у національній команді, яка тривала 4 роки, провів у формі головної команди країни 22 матчі.
У складі збірної був учасником чемпіонату світу 1934 року в Італії, де разом з командою здобув «срібло».

## Кар'єра тренера
Розпочав тренерську кар'єру невдовзі по завершенні кар'єри гравця, 1941 року, очоливши тренерський штаб збірної Словаччини.
1949 року став головним тренером Чехословаччини, тренував збірну Чехословаччини один рік.
Протягом тренерської кар'єри також очолював команди клубів «Вітковіце», «Форвартс» (Берлін), «Прага» Сідней та «Локомотив» (Кошице).
Останнім місцем тренерської роботи був клуб «Спарта» (Прага), головним тренером команди якого Штефан Чамбал був з 1975 по 1976 рік. Виграв з командою кубок Чехії.
Помер 18 липня 1990 року на 82-му році життя.

## Титули і досягнення

### Як гравця
- Чемпіон Чехословаччини (3):

«Славія»: 1932–1933, 1933–1934, 1934–1935
- Володар Середньочеського кубка (2):

«Славія»: 1932, 1935
- Фіналіст чемпіонату світу (1):

Чехословаччина: 1934

### Як тренера
- Володар Кубка Чехії (1):

«Спарта» (Прага): 1975—1976